# Drumettaz-Clarafond
Drumettaz-Clarafond település Franciaországban, Savoie megyében. Lakosainak száma 3016 fő (2022. január 1.). Drumettaz-Clarafond Mouxy, Aix-les-Bains, Les Déserts, Méry, Verel-Pragondran és Viviers-du-Lac községekkel határos.

## Népesség
A település népességének változása:
| Lakosok száma | 2548 | 2638 | 2752 | 2807 | 2871 | 2934 | 2998 | 2992 | 3016 |
|               | 2013 | 2015 | 2016 | 2017 | 2018 | 2019 | 2020 | 2021 | 2022 |